# Paula Morelenbaum
Paula Morelenbaum est une chanteuse de bossa nova et de MBP (Música Popular Brasileira) brésilienne.
Paula Morelenbaum a commencé sa carrière avec le groupe vocal Céu da Boca. Elle 1984 elle entre dans le groupe Banda Nova (pt) de Tom Jobim, dont elle fait partie jusqu'à la mort de ce dernier en 1994.
Elle est mariée avec Jaques Morelenbaum, violoncelliste et compositeur.

## Discographie sélective
- Berimbaum, 2004
- Telecoteco, Universal Music, 2008